# ماهیچه گونه‌ای کوچک
ماهیچه گونه‌ای کوچک (انگلیسی: Zygomaticus minor muscle) از ماهیچه‌های دخیل در تشکیل حالات صورت است. کار آن کشیدن لب بالا به بالا و به سمت جانبی است.
خاستگاه آن استخوان گونه‌ای (زیگوماتیک)، پیوندگاه آن ماهیچه گرد دهان و ماهیچه‌های بالابرنده لب بالا و عصب‌گیری‌اش از عصب چهره‌ای (فاسیال) است.

## نگارخانه